# Steingrímur Hermannsson
Steingrímur Hermannsson (API : /ˈsteinkrimur ˈhɛrmanˌsɔn/), né le 22 juin 1928 à Reykjavik et mort le 1er février 2010 dans la même ville, est un homme d'État islandais, membre du Parti du progrès. Il est Premier ministre d'Islande de 1983 à 1987, puis de 1988 à 1989.